# یورتمه

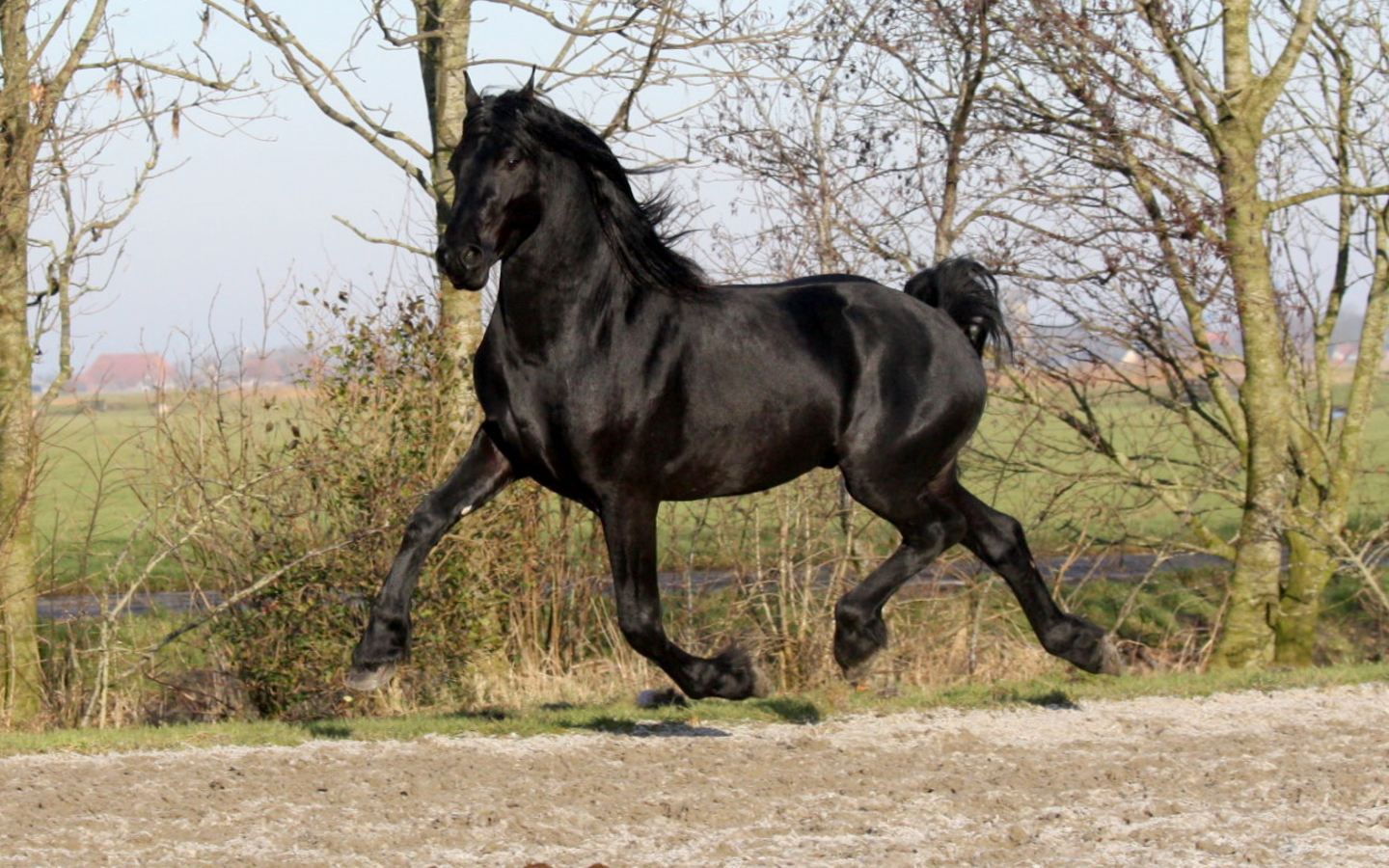
نمایی از یورتمهٔ یک اسب سیاه - ۲۰۰۹

یورتمه یا چارگامه (به انگلیسی: Trot)، یکی از انواع حرکات اسب یا بعضی دیگر از چهارپایان است. راه رفتن اسب یا دیگر چهارپایان شبیه اسب به‌طور کلی به چهار نوع تقسیم می‌شود: قدم، یورتمه، تاخت ملایم، و تاخت چهارنعل.
یورتمه مدلی از راه رفتن اسب است که به آن دو ضرب هم می‌گویند؛ در این حالت دست و پای مخالف اسب با هم به زمین می‌آید. ترتیب به زمین آمدن دست و پای اسب در حالت یورتمه به این صورت است: دست چپ با پای راست و بعد دست راست با پای چپ.